# Dioscórides de Viena

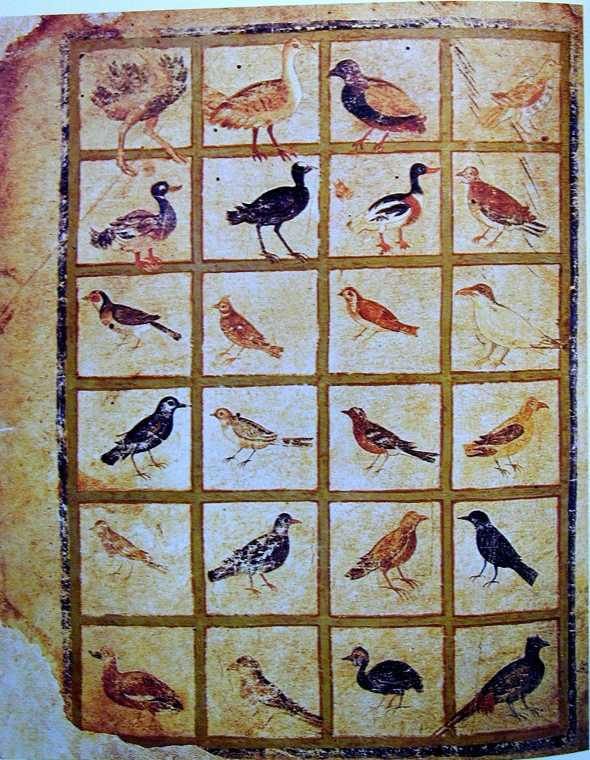
Galería de aves del folio 483v del Dioscórides de Viena.

Dioscórides de Viena es un manuscrito ilustrado de principios del siglo VI que está redactado en griego y forma parte de la obra De materia medica de Dioscórides. Es un ejemplo importante y raro de un texto científico de la Antigüedad tardía. Los 491 folios de vitela miden 37 por 30 cm y contienen más de 400 imágenes de animales y plantas, la mayoría en un estilo naturalista. Además del texto escrito por Dioscórides, contiene el anexo Carmen de herbis atribuido a Rufo de Éfeso, una paráfrasis de un tratado ornitológico atribuido a un cierto Dionisio, generalmente identificado con Dionisio de Filadelfia y una paráfrasis de un tratado de Nicandro sobre el tratamiento de las mordeduras de serpientes. 
El pergamino manuscrito se realizó en 515 para la princesa bizantina Anicia Juliana, hija del emperador Olibrio. Aunque originalmente fue creada como una copia de lujo, hay algunos indicios de que en siglos posteriores fue utilizado diariamente como libro de texto de hospital. Incluye algunas anotaciones en árabe. Fue descubierto en Estambul en la década de 1560, por el diplomático flamenco Ogier Ghiselin de Busbecq que estaba bajo las órdenes del emperador Fernando I. El emperador compró el manuscrito y se encuentra ahora en la Biblioteca Nacional de Austria en Viena. Fue inscrito en el registro del Programa Memoria del Mundo de la Unesco en 1997, en reconocimiento a su importancia histórica.

## Ilustraciones

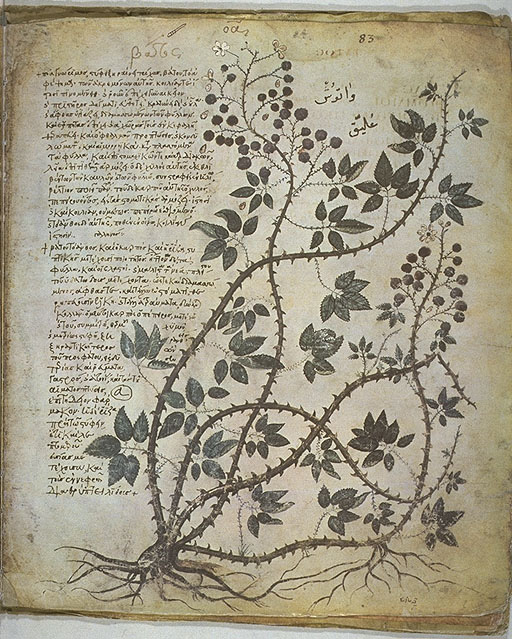
Zarzamora europea.

El manuscrito conserva 383 ilustraciones de plantas a página completa de las 435 originales. Las ilustraciones se dividen en dos grupos: unas siguen fielmente los modelos clásicos tempranos y presentan una ilustración bastante naturalista de cada planta, otras son más abstractas. La mayoría fueron pintadas en un estilo naturalista para ayudar al farmacólogo en el reconocimiento de cada planta. Sin embargo, se cree que estas ilustraciones son copias de un herbario previo y que no fueron tomadas de la naturaleza.
Además de las ilustraciones del texto, el manuscrito contiene varios frontispicios que muestran una galería de miniaturas en una página completa. Merece una mención especial el retrato en miniatura dedicado a Anicia Juliana en el reverso del folio 6. Anicia recibió el manuscrito como muestra de gratitud por haber financiado la construcción de una iglesia en los suburbios de Constantinopla. Este retrato es el retrato dedicado más antiguo que existe. Muestra a la benefactora sentada en una pose ceremonial y distribuyendo limosna, flanqueada por personificaciones de la Magnanimidad y la Prudencia. A sus pies y arrodillada se encuentra otra personificación denominada «Gratitud de las artes». Un putto sostiene una copia dedicada a Anicia. Las figuras están encerradas dentro de una estrella de ocho puntas dentro de un círculo, todo formado con cuerda entrelazada. Entre los picos de la estrella se observan algunos putti, realizados en grisalla, trabajando como albañiles y carpinteros. Esta miniatura es una creación totalmente original y la inclusión de las personificaciones y los putti, muestra la persistencia de la tradición clásica en Constantinopla, a pesar del hecho de que Anicia misma era una piadosa cristiana.

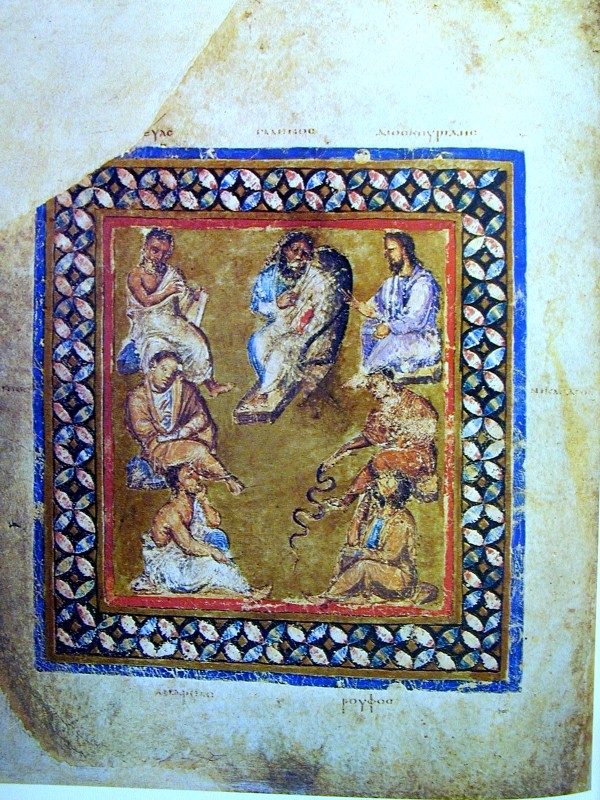
Folio 3v: Los siete médicos.

La serie de frontispicios comienza con dos miniaturas a página completa, cada una con un grupo de siete farmacólogos notables. En la segunda foto (folio 3 verso), el más prominente y el único sentado en una silla es Galeno, que está flanqueado por tres pares de médicos, sentados sobre piedras o en la tierra. Los más cercanos a Galeno son Cratero y Dióscorides. El segundo par es Apolonio Mys y Nicandro. Los más lejanos de Galeno son Andreas y Rufo de Éfeso. Cada una de las figuras es un retrato individual y probablemente fueron tomados de los retratos de los autores en diversos tratados. Las siete figuras están contenidas dentro de un marco con elaborada decoración. El fondo es completamente en oro y coloca a las figuras en un espacio abstracto. Este es el manuscrito más antiguo conocido que utiliza un fondo completamente en oro.
Además de las dos miniaturas de siete farmacólogos, hay dos retratos del autor. En el segundo retrato, Dióscorides se encuentra escribiendo un códice en su regazo, es mostrado de perfil, lo que se corresponde con el retrato en miniatura previo. Es posible que esto fuera una tradición basada en los retratos descubiertos de su vida. Delante de él se encuentra un artista, sentado en un nivel inferior, pintando una ilustración de la raíz de mandrágora, basándose en la naturaleza. La raíz de mandrágora que está mirando es sostenida por la personificación de la Epinoia (el poder del pensamiento). Hay un fondo arquitectónico formado por una columnata con un nicho central.
La paráfrasis del tratado sobre aves de Dionisio se presenta en tres libros. Los dos primeros tienen ilustraciones de aves insertadas en las columnas de texto sin marco o fondo. El tercer libro tiene 24 aves en minatura organizadas en una cuadrícula a página completa. Las aves retratadas en el tratado son de alto valor artístico y fieles a la naturaleza en forma y color. La mayoría son fácilmente identificables. Curiosamente, algunas de las aves que figuran en la miniatura a página completa en el tercer libro, no se describen en el texto de la paráfrasis. Es probable que estas ilustraciones se basaran en otras de un tratado anterior, posiblemente del naturalista Alejandro de Mindo. Sin embargo, este manuscrito es el más antiguo tratado ilustrado de aves que aún existe.

## Galería

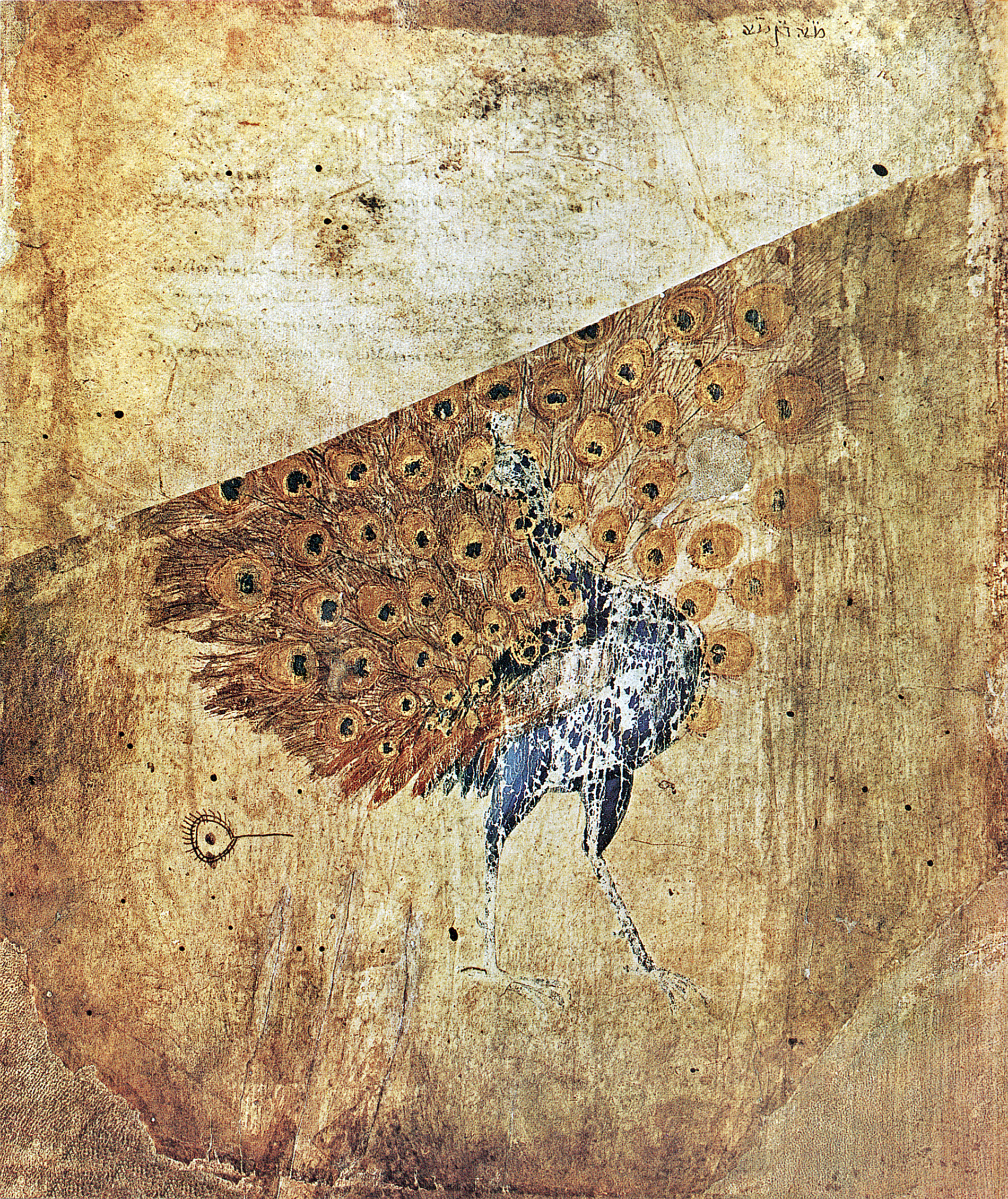
Pavo real de la página de portada.
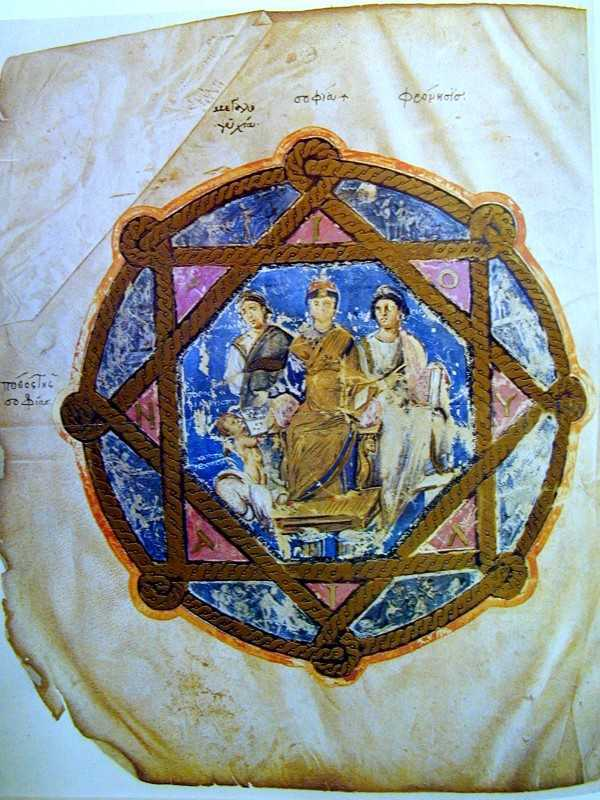
Folio 6v, retrato de la donante.
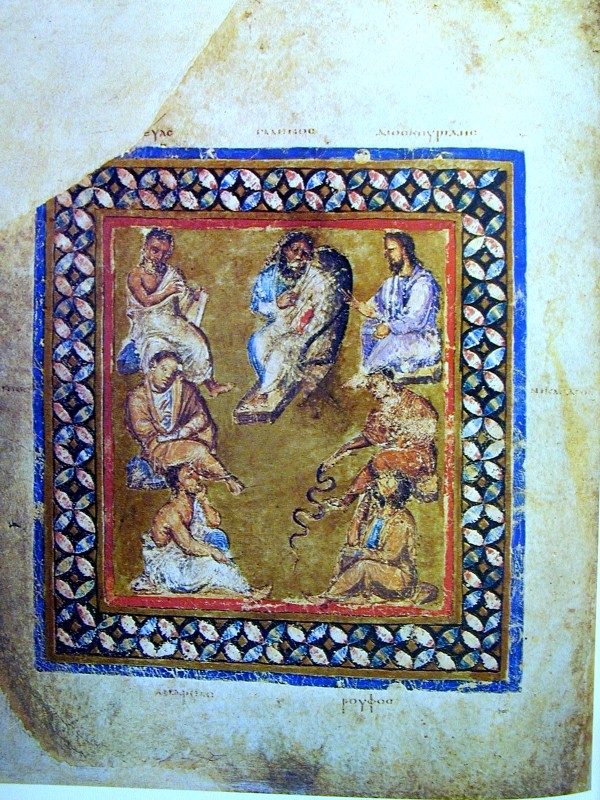
Folio 3v, siete médicos.
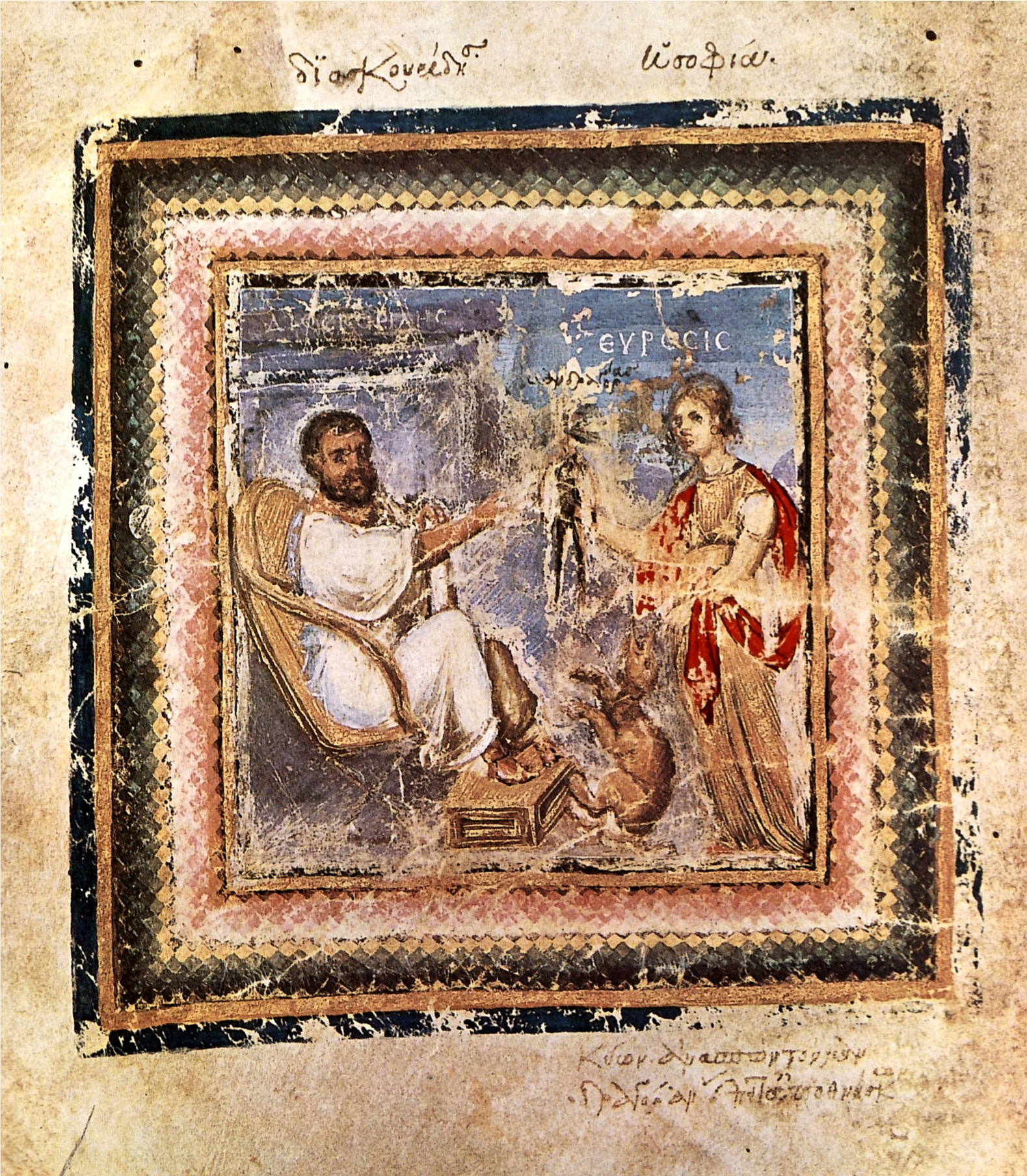
Retrato del autor.
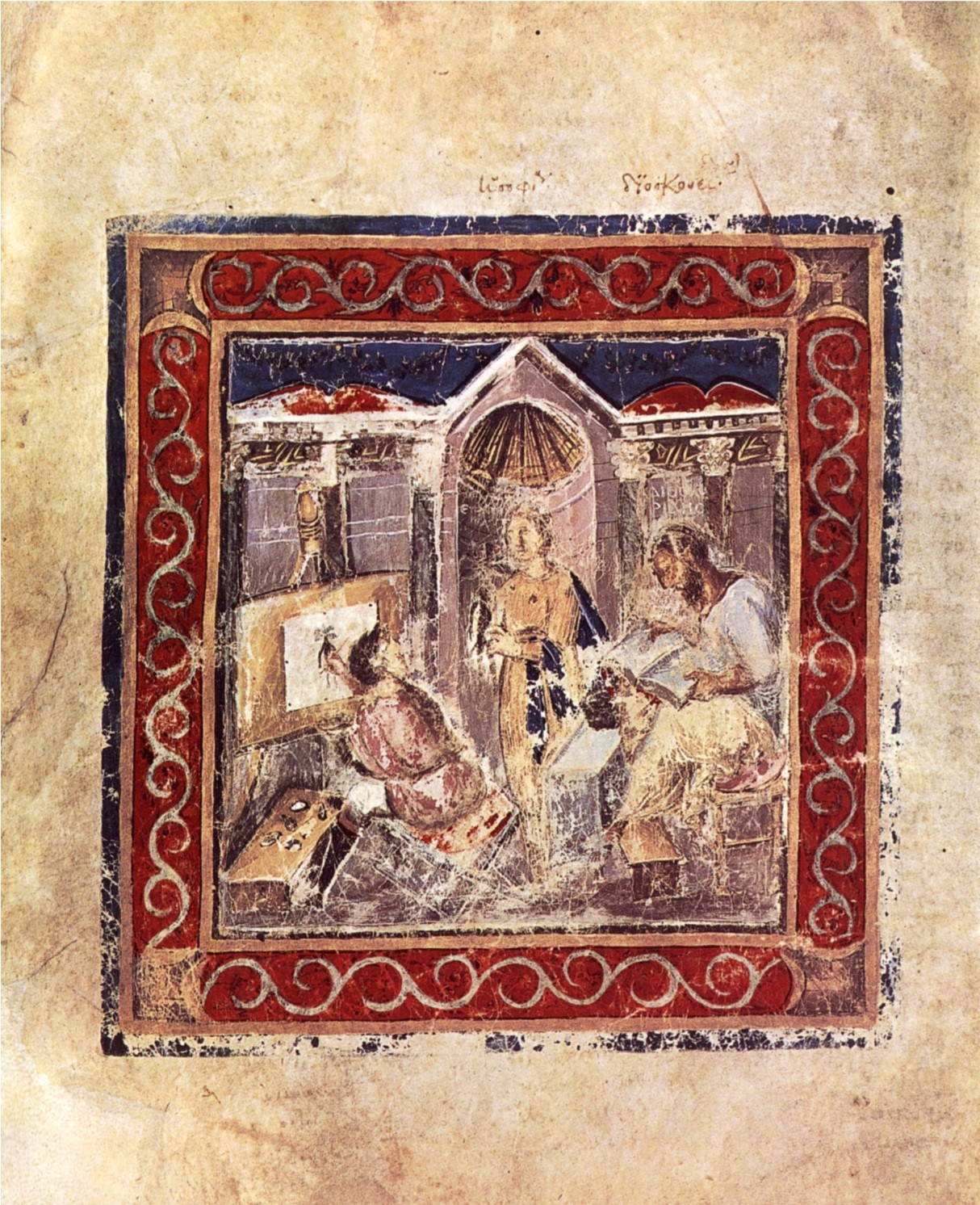
Folio 5v, retrato del autor.
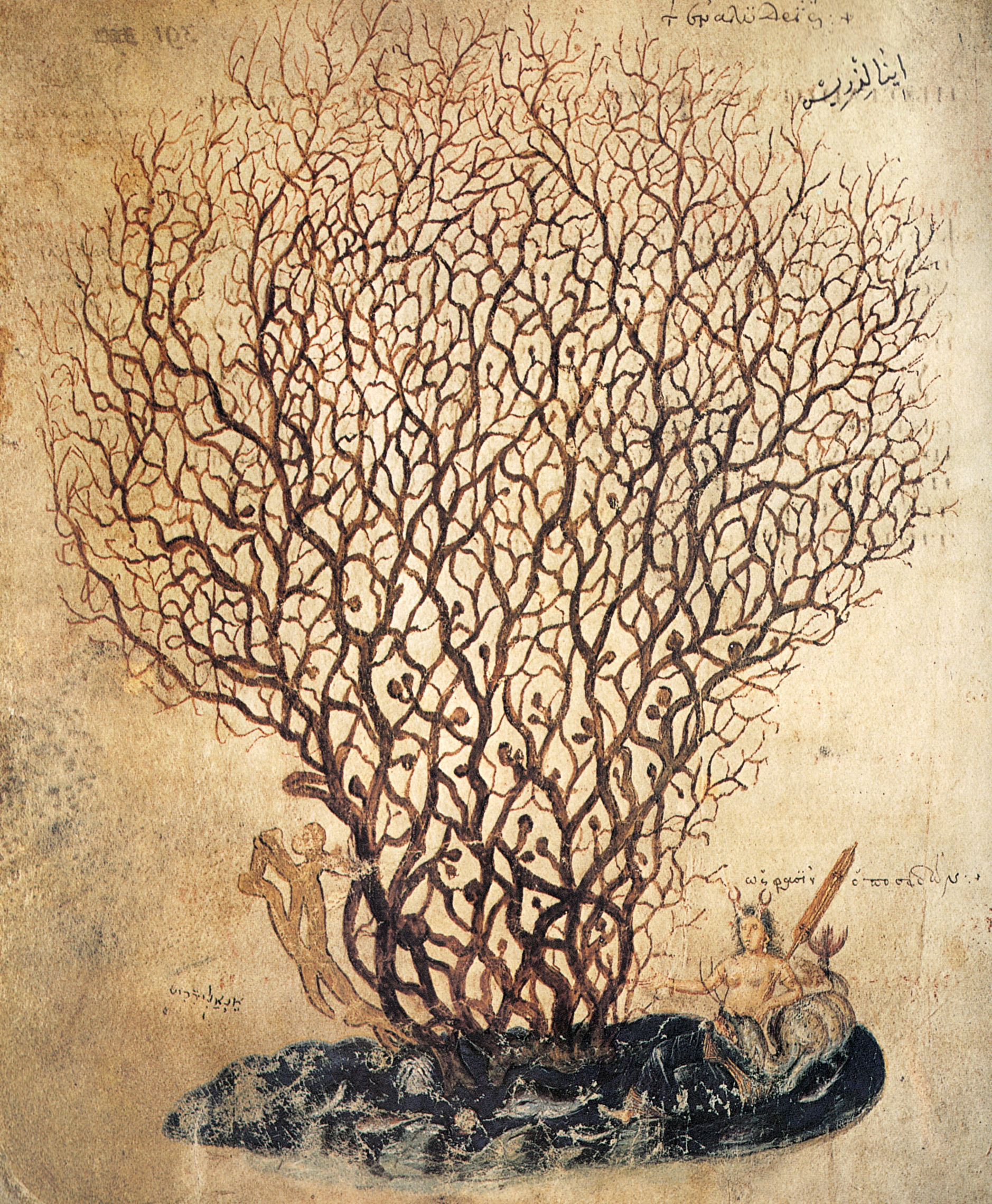
Coral.
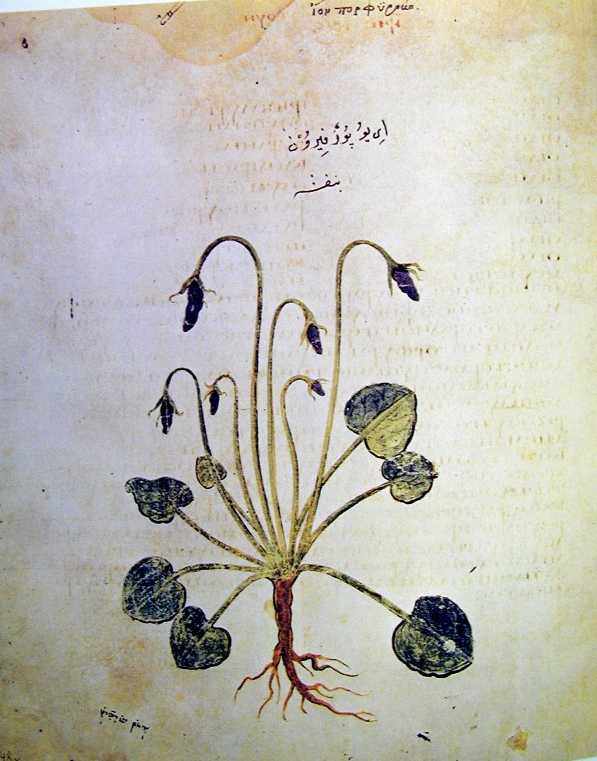
Folio 148v, violeta.
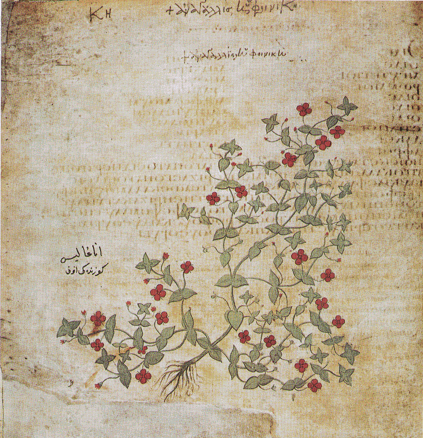
Pamplina.
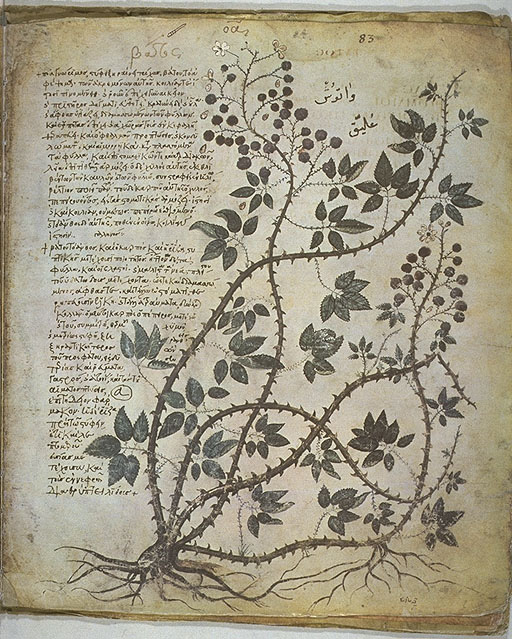
Zarza.
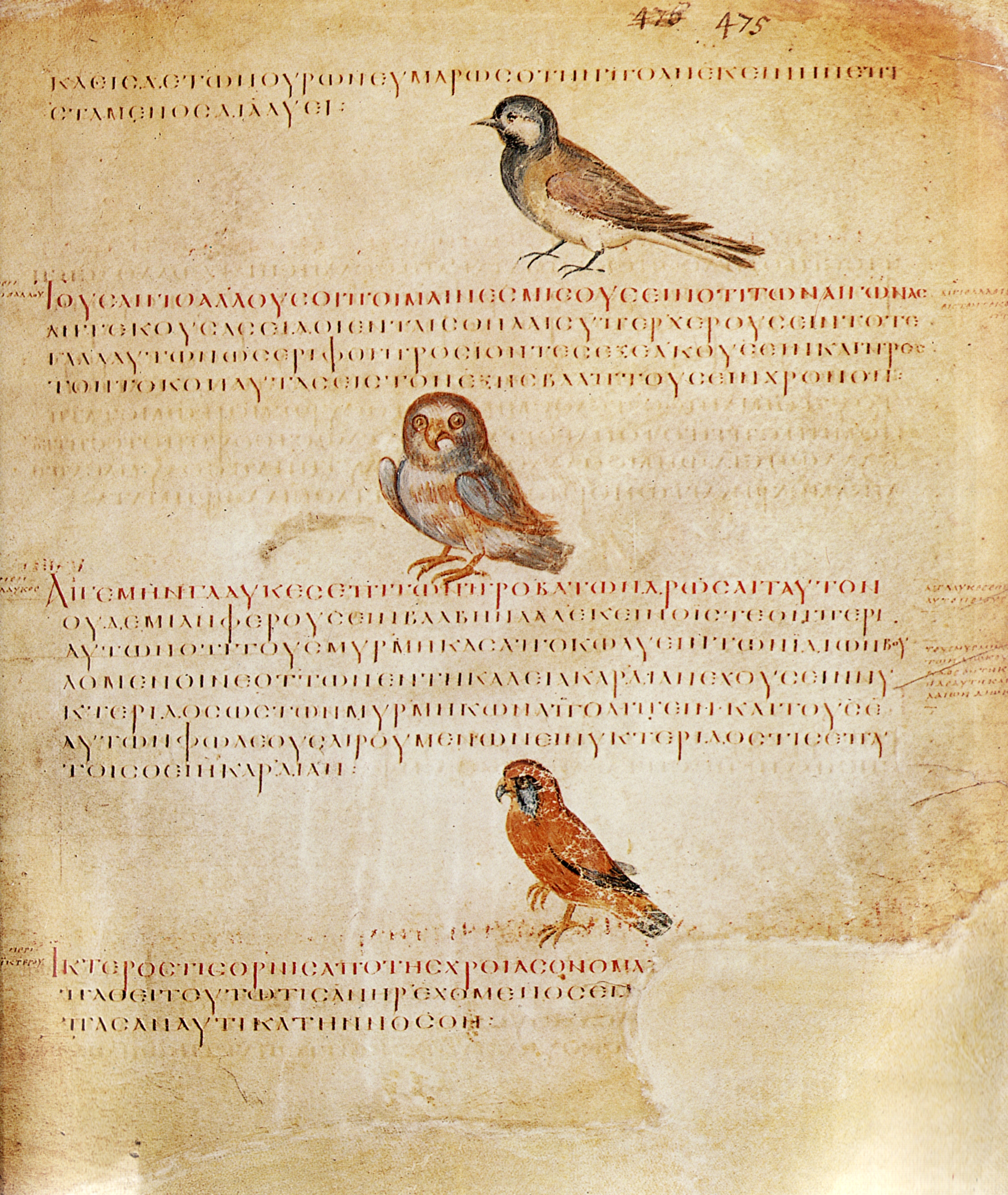
Aves.
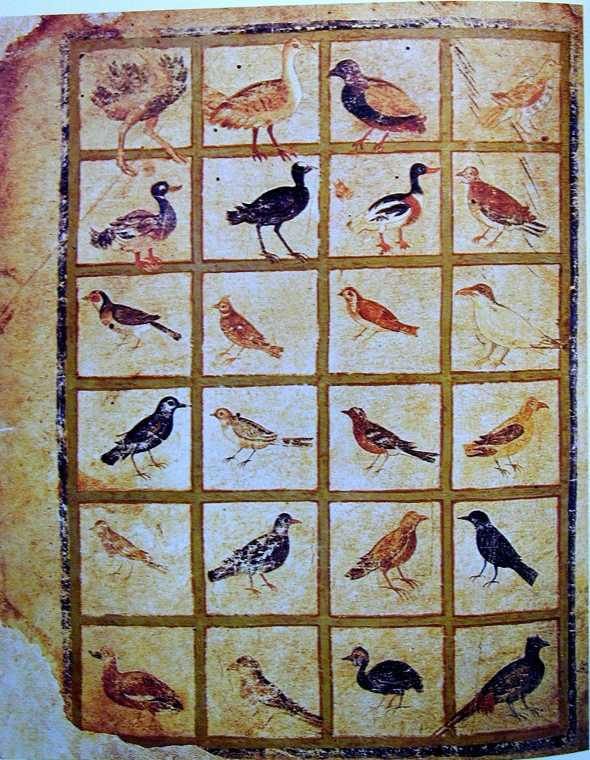
Folio 483v, aves.